# Il sesto giorno
Il sesto giorno (The 6th Day) è un film del 2000 diretto da Roger Spottiswoode.

## Trama
In un futuro prossimo non precisato, la clonazione di animali e organi umani è diventata una consuetudine. La clonazione umana, tuttavia, è vietata dalle cosiddette leggi del "Sesto giorno". Il miliardario Michael Drucker, proprietario della società di clonazione Replacement Technologies, assume il pilota privato Adam Gibson e il socio Hank Morgan per compiere un'escursione sugli sci. A causa dell'importanza di Drucker, i due piloti devono prima sottoporsi a esami del sangue e degli occhi per verificare la loro attitudine. Il giorno dell'arrivo di Drucker, Adam scopre che il suo cane, Oliver, è morto, e Hank si offre di far volare Drucker per consentire ad Adam di far clonare l'animale da parte della RePet, fingendosi lui dato che non li hanno mai visti. Dopo aver visitato un negozio "RePet", non ne rimane convinto e acquista invece una bambola animatronica, una SimPal, di nome Cindy.
Adam torna a casa e scopre non solo che Oliver è già stato clonato, ma anche un presunto clone di se stesso che si trova a festeggiare il suo compleanno con la sua famiglia, insieme a un'altra SimPal Cindy. Gli agenti di sicurezza della Replacement Technologies Marshall, Talia, Vincent e Wiley arrivano con l'intenzione di uccidere Adam: quest'ultimo uccide Talia e Wiley nell'inseguimento e riesce a fuggire, ma entrambi vengono successivamente clonati. Dopo che la polizia ha consegnato Adam agli agenti di sicurezza, egli scappa e cerca rifugio nell'appartamento di Hank. Hank non crede quasi alla sua storia, ma quando Adam gli mostra il proprio clone decide di aiutarlo. Adam contempla di uccidere il suo clone ma non ha il coraggio di farlo. Poco dopo, Tripp (che Adam riconosce dall'escursione sugli sci) uccide Hank e viene ferito a morte da Adam. Rivelato come un estremista religioso anti-clonazione, Tripp informa Adam che Hank era un clone, poiché aveva ucciso l'originale sulla cima della montagna all'inizio della giornata, per poter uccidere Drucker, anch'egli un clone, e ora c'è un nuovo clone di Drucker. Tripp si suicida quindi per evitare di essere catturato da Marshall e dagli altri (o venir clonato). Gli agenti arrivano di nuovo e Adam è in grado di disabilitare Marshall, uccidere di nuovo Talia e rubarle il pollice.
Adam si intrufola alla Replacement Technologies grazie al pollice di Talia e trova il dottor Griffin Weir, lo scienziato dietro la tecnologia illegale di clonazione umana. Weir conferma la storia di Tripp, aggiungendo che per resuscitare Drucker, l'incidente doveva essere coperto e Adam fu clonato perché credevano erroneamente che fosse stato ucciso, dagli esami che avevano fatto lui e Hank, presero sia il loro dna, che una copia dei ricordi dal controllo della vista. Weir spiega che Drucker - che era già morto anni prima - avrebbe potuto perdere tutti i suoi beni se la rivelazione fosse diventata pubblica, poiché i cloni sono privi di tutti i diritti. In sintonia con la difficile situazione di Adam, Weir gli dà un disco di memoria (sincronizzazione) del clone di Drucker, ma lo avverte che Drucker potrebbe invece inseguire l'altro Adam, mettendo in pericolo la sua famiglia. Weir scopre inoltre che Drucker ha progettato cloni umani con malattie mortali come polizza assicurativa contro il tradimento. Dopo aver scoperto che sua moglie era una di queste vittime, Weir si confronta con Drucker e si dimette. Drucker gli spara a morte promettendo di clonare sia lui che sua moglie.
Gli agenti di Drucker rapiscono la famiglia Gibson e Adam si trova faccia a faccia con il suo clone. I due si uniscono riluttanti e escogitano un piano per distruggere la struttura di Drucker. Mentre Adam distrugge il sistema di sicurezza e viene catturato, il clone si intrufola, pianta una bomba e salva la sua famiglia. Drucker, tuttavia, rivela ad Adam che lui stesso è il clone; l'altro Adam è quello originale, rivela che copiano i ricordi e i dettagli del corpo, ma lasciano un segno nei cloni, che Adam trova abbassando il bordo delle palpebre. Adirato, Adam combatte gli agenti di Drucker e Drucker viene ferito a morte mentre Talia, Wiley, Vincent e Marshall vengono uccisi per l'ultima volta. Drucker riesce a clonare se stesso prima di morire, ma l'equipaggiamento difettoso (a causa degli scontri) rende il nuovo Drucker incompleto e deforme. Mentre il clone di Adam si fa strada sul tetto, viene salvato in elicottero da quello reale mentre il clone deforme di Drucker muore cadendo dentro la struttura, a causa del suo peso sulla vetrata del tetto, prima che il palazzo esploda, con tutto il materiale per la clonazione.
Avendo ora una visione più moderata della clonazione, il vero Adam organizza che il suo clone si trasferisca in Argentina per avviare un ufficio satellite della loro attività di noleggio. L'esistenza del clone viene mantenuta segreta, soprattutto quando scoprono che il suo DNA non ha malattie incorporate, dandogli la possibilità di una vita piena, dal momento che non aveva alcun valore politico per Drucker. Come regalo d'addio alla famiglia Gibson, il clone dà loro il gatto RePet di Hank, Sadie. Dopo che Adam gli ha ricordato che anche il clone fa parte della loro famiglia, quest'ultimo parte alla volta dell'Argentina.